# 1105 в Україні

## Особи

### Померли
- Єфрем Переяславський (*XI ст. — †1105) — церковний діяч, святий XI–XII століть, єпископ Переяслава, пізніше митрополит Київський.